# West Highland white terrier
Il West Highland White Terrier (o Westie) è una razza di cani nota per la grande esuberanza, nonostante la piccola taglia. L'immagine di Westie è spesso utilizzata nella pubblicità ed è contenuta nel marchio del whisky Black & White e dell'azienda di alimenti per cani Cesar, nonché come mascotte delle raccolte di figurine per bambini Amici Cucciolotti.

## Storia
L'origine del Westie è in parte comune agli altri terrier di origine scozzese, tutti derivati dal Cairn Terrier. Fu il colonnello Malcolm a selezionare il colore bianco del pelo richiesto dallo standard. Il colonnello scelse tale colore per la visibilità dell'animale durante le battute di caccia che, infatti, risultava decisamente maggiore. La scelta derivò anche da un errore che il colonnello stesso fece durante una delle battute, uccidendo il suo cane preferito. Difatti i Westie erano utilizzati nella caccia a volpi e conigli (si infilano nelle tane prendono l'animale e vengono estratti tirandoli per la coda). C'è una disciplina canina dedicata ai Westie dove, in cunicoli sotterranei, i cani devono trovare topi in gabbia e abbaiare per 5 secondi, affinché il padrone possa localizzarli.

## Carattere
L'animale pur essendo piccolo, è molto vivace e coraggioso: tali caratteristiche lo portano spesso a lanciarsi in duelli che lo vedono contrapposto ad animali di taglia decisamente maggiore; questi atteggiamenti sono tipici dei Terrier, ad esempio come lo Scottish Terrier. Si dimostra decisamente affettuoso con i propri padroni (anche se non ama, a dispetto della taglia, essere tenuto in braccio); è inoltre portato ad essere socievole e amichevole anche con gli estranei: di questo va tenuto conto perché il Westie è un buon cane da allarme, ma non è certo un cane da guardia. È un cane piuttosto equilibrato, non portato per gli isterismi, anche se comunque per natura è focoso e possiede un comportamento acceso: ciò lo spinge a sfidare cani dello stesso sesso anche più grandi di mole, senza paura anche se difficilmente arriverà a mordere; infatti è un cane sempre sicuro, mai mordace, intelligentissimo e capace di sopportare i bambini. È un ottimo compagno per lunghe passeggiate. I suoi rapporti con cani di diversa razza (soprattutto gli altri terrier), con gatti e con ricci sono spesso molto difficili. Sono cani molto vivaci, amano stare all'aria aperta ma possono tranquillamente vivere in appartamento. Sono cani esuberanti e adatti a discipline come l'agility dog e l'obedience.
Si tratta di una razza molto longeva, che in età avanzata può accusare problemi di artrosi alle zampe posteriori e gastrite. Purtroppo è predisposta sin dai primi anni di vita allo sviluppo di problemi dermatologici anche molto gravi come la piodermite cronica e l'otite.

## Standard generali
- Testa: Tonda. Cranio leggermente bombato. La fronte si appiattisce verso il naso. Evidenti arcate sopracciliari. Mascelle robuste.
- Occhi: Di media grandezza, ben aperti, estremamente scuri, infossati e vivissimi.
- Orecchie: Piccole, erette, ferme, a punta sottile.
- Corpo: Compatto. Collo muscoloso. Dorso diritto. Fianchi abbastanza stretti. Zampe corte e muscolose.
- Coda: Lunga da 12,5 a 15 cm, coperta da un pelo ruvido, estremamente diritta, portata fieramente e mai ricurva sul dorso.
- Pelo: Ispido, di circa 5 cm di lunghezza, senza ricci. Il sottopelo è corto, morbido e fitto.
- Mantello: bianco.
- Peso: Il peso varia a seconda del sesso infatti va dai 6 agli 8 kg per un cane adulto. È da notare che le femmine pesano meno dei maschi e sono più piccole di altezza.

## La gravidanza
Il periodo di gestazione dura 62-63 giorni, per il primo mese il cane femmina deve mantenere il suo normale ritmo di vita cioè può correre, giocare, allenarsi ecc. Il veterinario al 35º giorno di gestazione può vedere se è avvenuto il concepimento palpando l'addome del cane femmina. È dal secondo mese che si possono notare variazioni fisiche e caratteriali del cane, infatti essa diventa più pigra e si stancherà facilmente. A riguardo della razione alimentare, questa deve aumentare di un 15% verso il 40º giorno di gestazione per arrivare ad un 30% quando la gravidanza si avvicina al termine.